# Nicolaïsme
Het nicolaïsme duidt in het christendom, en in het bijzonder in de Rooms-Katholieke Kerk van de Middeleeuwen, op het niet eerbiedigen van door de kerk voorgeschreven gedragsregels die specifiek voor de leden van de geestelijkheid gelden, hetzij door in het huwelijk te treden, samen te wonen, seksuele handelingen te verrichten of daarover te prediken.
Het woord stamt mogelijk af van de kerkelijk bekende figuur van de diaken Nicolaas (zie Nikolaïeten).
Al vanaf het begin van het bestaan van de Rooms-Katholieke kerk staat het onderwerp van de seksuele onthouding op de agenda. De gedachte achter onthouding was dat de geestelijkheid zich niet op het aardse en lichamelijke (seks, genot) moest richten, maar op het hemelse, geestelijke niveau: God en het hogere. Vanaf de vierde eeuw werden er pauselijke regels over opgesteld, maar tot een strikt celibaat werd pas op de Synode van Mainz (1084) besloten en enige tijd later dat tot kerkelijke wet verheven.
Geestelijken die zich niet aan de strenge regels hielden, werden samen met simonie door de Kerk actief bestreden tijdens de Gregoriaanse hervorming, genoemd naar Paus Gregorius VII (1073 - 1085). Tijdens het zevendaagse congres Synode van Piacenza werden er kerkelijke wetten aangenomen op grond waarvan tegen nicolaïsme en simonie kon worden opgetreden.

## Overzicht
De term nicolaïsme komt in zwang in de elfde en twaalfde eeuw, als de leiders van de Gregoriaanse kerkhervorming het begrip in hun communicatie gaan gebruiken om de afvalligheid van geestelijken aan te duiden die zich niet houden aan de kerkelijke regels voor seksuele onthouding. Voor die tijd was het huwelijk van priesters kerkelijk nog toegestaan, onder enkele voorwaarden: een geestelijke mocht trouwen zolang hij een lagere rang in de kerkorde had. Vanaf de rang van subdiaken mocht een geestelijke alleen seksueel contact hebben met een vrouw waarmee hij getrouwd was. Men mocht vrijgezel blijven.
Maar tegelijkertijd werd seksuele onthouding al vroeg onder geestelijken aangemoedigd. Het eerste bekende voorschrift in deze kwestie is een canon van de Synode van Elvira, dat rond 306 in Spanje werd gehouden en dat tijdens het eerste oecumenische concilie, het Eerste Concilie van Nicea, in 325 werd uitgebreid.
Het kerkelijk celibaat doorliep sindsdien een andere evolutie in de kerken van het Oosten en het Westen. Van de vierde tot de twaalfde eeuw bleef de Westerse kerk standvastig in het verkondigen dat niet gehuwde bisschoppen, priesters en diakens zich moeten onthouden van elke huwelijksrelatie.
De mentaliteit verandert vanaf de elfde eeuw. Met de Gregoriaanse hervorming wordt het ideaal van het celibaat in de Westerse Kerk verspreidt. Het begrip "nicolaïsme" komt zelden uit de pen van de pausen: het was toendertijd nauw verbonden met simonie, dat wil zeggen de handel in geestelijke goederen. Mede omdat gehuwde of samenwonende priesters die kinderen hadden, hun kerkelijke voordelen lieten vererven op de kinderen. De term wordt slechts één keer genoemd in de handelingen van Gregorius VII.
Het is kardinaal Humbert da Silva Candida die de term bekend maakt. In een brief aan een oosterse monnik, Nicetas, verwijt hij deze laatste dat hij het huwelijk van priesters heeft bevorderd. Hij neemt de woorden van Epiphanius over en bevestigt dat de vervloekte diaken Nicolaas, prins van deze ketterij, rechtstreeks uit de hel kwam. In 1059 schreef paus Nicolaas II over de ketterij van de Nicolaïeten die het huwelijk van priesters, diakens en elk lid van de geestelijkheid ondersteunden. Hij vernieuwt het decreet tegen de simonie van paus Leo IX, dat al een veroordeling van het huwelijk van priesters omvatte, en verbiedt de gelovigen om missen bij te wonen die worden gevierd door priesters die in concubinaat leven.
Het hoogtepunt van de veroordeling van het nicolaïsme vindt plaats in de twaalfde eeuw.